# Kazuyuki Fujita
Kazuyuki Fujita, 藤田和之, né le 16 octobre 1970, est un catcheur et pratiquant japonais d'arts martiaux mixtes (MMA).

## Carrière de catcheur

### New Japan Pro Wrestling(1996-2005)
Le 8 octobre, il perd son titre contre Brock Lesnar dans un Three Way Match qui comprenaient également Masahiro Chōno.

### Inoki Genome Federation (2011-2015)
Le 14 juillet 2012, il bat Jérôme Le Banner et remporte le IGF Championship.

### Pro Wrestling Noah (2019-...)
Lors de The Infinity 2021, il bat Kenoh pour remporter le GHC National Championship,. Lors de The Glory 2021, il perd son titre contre son coéquipier de Sugiura-gun, Takashi Sugiura.
Lors de Gain Control 2022 In Nagoya, il bat Katsuhiko Nakajima et remporte le GHC Heavyweight Championship,. Lors de Great Voyage In Fukuoka 2022, il conserve son titre contre Masato Tanaka.

## Palmarès en arts martiaux mixtes
| 32 combats     | 18 victoires | 14 défaites |
| Par KO         | 9            | 8           |
| Par soumission | 7            | 2           |
| Sur décision   | 2            | 4           |

| Résultat | Record | Adversaire         | Méthode                                            | Événement                                                     | Date              | Round | Temps | Lieu                  | Notes                                                    |
| -------- | ------ | ------------------ | -------------------------------------------------- | ------------------------------------------------------------- | ----------------- | ----- | ----- | --------------------- | -------------------------------------------------------- |
| Victoire | 18-14  | Mu Bae Choi        | KO technique (coups de poing)                      | Road Fighting Championship 50                                 | 3 novembre 2018   | 1     | 1:55  | Daejeon, Corée du Sud |                                                          |
| Victoire | 17-14  | Justin Morton      | Soumission                                         | Road FC 49: In Paradise                                       | 18 août 2018      | 2     | 1:19  | Séoul, Corée du Sud}  |                                                          |
| Victoire | 16-14  | Handong Kong       | KO (abandon de l'entraîneur)                       | Road FC 47 - 2018 Openweight Grand Prix: Opening Round        | 12 mai 2018       | 2     | 4:46  | Beijin, Chine}        |                                                          |
| Défaite  | 15-14  | Sang Soo Lee       | KO technique (coups de poing)                      | Heat 41                                                       | 23 décembre 2017  | 1     | 3:59  | Nagoya, Japon         |                                                          |
| Défaite  | 15-13  | Aorigele           | KO technique (coups de poing)                      | Road Fighting Championship 44                                 | 11 novembre 2017  | 1     | 1:59  | Hebei, Chine          |                                                          |
| Défaite  | 15-12  | Kaido Hoovelson    | Décision unanime                                   | Rizin 2 - Rizin Fighting World Grand Prix 2016: Opening Round | 25 septembre 2016 | 2     | 5:00  | Saitama, Japon        |                                                          |
| Défaite  | 15-11  | Jiri Prochazka     | KO (coups de poing)                                | Rizin Fighting Federation 1                                   | 17 avril 2016     | 1     | 3:18  | Nagoya, Japon         |                                                          |
| Défaite  | 15-10  | Satoshi Ishii      | Décision unanime                                   | IGF - Inoki Bom-Ba-Ye 2013                                    | 31 décembre 2013  | 3     | 5:00  | Tokyo, Japon          |                                                          |
| Défaite  | 15-9   | Alistair Overeem   | KO (coups de genou)                                | K-1 - Dynamite!! Power of Courage 2009                        | 31 décembre 2009  | 1     | 1:15  | Saitama, Japon        |                                                          |
| Défaite  | 15-8   | Blagoy Ivanov      | Décision                                           | Sengoku - Ninth Battle                                        | 2 août 2009       | 3     | 5:00  | Saitama, Japon        |                                                          |
| Défaite  | 15-7   | Travis Wiuff       | KO (coups de poing)                                | Sengoku - Third Battle                                        | 8 juin 2008       | 1     | 1:24  | Saitama, Japon        |                                                          |
| Victoire | 15-6   | Peter Graham       | Soumission                                         | Sengoku - First Battle                                        | 5 mars 2008       | 1     | 1:23  | Tokyo, Japon}         |                                                          |
| Défaite  | 14-6   | Jeff Monson        | Soumission (étranglement arrière)                  | Pride 34: Kamikaze                                            | 8 avril 2007      | 1     | 6:37  | Saitama, Japon        |                                                          |
| Victoire | 14-5   | Eldari Kurtanidze  | KO (coups de poing)                                | Pride FC - Shockwave 2006                                     | 31 décembre 2006  | 1     | 2:09  | Saitama, Japon        |                                                          |
| Défaite  | 13-5   | Wanderlei Silva    | KO (coups de poing et coups de pied)               | Pride FC - Critical Countdown Absolute                        | 1er juillet 2006  | 1     | 9:21  | Saitama, Japon        |                                                          |
| Victoire | 13-4   | James Thompson     | KO (coups de poing)                                | Pride FC - Total Elimination Absolute                         | 5 mai 2006        | 1     | 8:25  | Osaka, Japon          |                                                          |
| Victoire | 12-4   | Karam Ibrahim      | KO (coups de poing)                                | K-1 - Premium 2004 Dynamite!!                                 | 31 décembre 2004  | 1     | 1:07  | Osaka, Japon          |                                                          |
| Victoire | 11-4   | Bob Sapp           | KO technique (Soumission après des coups de pied)  | K-1 MMA - Romanex                                             | 22 mai 2004       | 1     | 2:15  | Saitama, Japon        |                                                          |
| Victoire | 10-4   | Imamu Mayfield     | Soumission (étranglement avec le bras en triangle) | Inoki Bom-Ba-Ye 2003 - Inoki Festival                         | 31 décembre 2003  | 2     | 2:15  | Kobe, Japon           |                                                          |
| Défaite  | 9-4    | Fedor Emelianenko  | Soumission (étranglement arrière)                  | Pride 26 - Bad to the Bone                                    | 8 juin 2003       | 1     | 4:17  | Yokohama, Japon       |                                                          |
| Victoire | 9-3    | Manabu Nakanishi   | KO (coups de poing)                                | NJPW - Ultimate Crush                                         | 2 mai 2003        | 3     | 1:09  | Tokyo, Japon          |                                                          |
| Défaite  | 8-3    | Mirko Filipović    | Décision unanime                                   | Inoki Bom-Ba-Ye 2002 - K-1 vs. Inoki                          | 31 décembre 2002  | 3     | 5:00  | Saitama, Japon        |                                                          |
| Victoire | 8-2    | Tadao Yasuda       | Soumission (étranglement avec le bras en triangle) | UFO - Legend                                                  | 8 août 2002       | 1     | 2:46  |                       | Tokyo, Japon                                             |
| Défaite  | 7-2    | Mirko Filipović    | KO technique (saignement)                          | K-1 - Andy Hug Memorial                                       | 19 août 2001      | 1     | 0:39  | Saitama, Japon        |                                                          |
| Victoire | 7-1    | Yoshihiro Takayama | Soumission (étranglement avec le bras en triangle) | Pride 14 - Clash of the Titans                                | 27 mai 2001       | 2     | 3:10  | Yokohama, Japon       |                                                          |
| Victoire | 6-1    | Gilbert Yvel       | Décision unanime                                   | Pride 12 - Cold Fury                                          | 23 décembre 2000  | 2     | 5:00  | Saitama, Japon        |                                                          |
| Victoire | 5-1    | Ken Shamrock       | KO technique (décision de l'entraîneur)            | Pride 10 - Return of the Warriors                             | 27 août 2000      | 1     | 6:46  | Saitama, Japon        | L'entraîneur de Shamrock décide de mettre fin au combat. |
| Défaite  | 4-1    | Mark Coleman       | KO technique (décision de l'entraîneur)            | Pride FC - Pride Grand Prix 2000: Finals                      | 1er mai 2000      | 1     | 0:02  | Tokyo, Japon          | L'entraîneur de Fujita décide de mettre fin au combat.   |
| Victoire | 4-0    | Mark Kerr          | Décision unanime                                   | Pride FC - Pride Grand Prix 2000: Finals                      | 1er mai 2000      | 1     | 15:00 | Tokyo, Japon          |                                                          |
| Victoire | 3-0    | Will Childs        | Soumission (étranglement arrière)                  | Extreme Shootout - The Underground                            | 1er avril 2000    | NC    | NC    | Killeen, États-Unis   |                                                          |
| Victoire | 2-0    | Dan Chase          | KO                                                 | Extreme Shootout - The Underground                            | 1er avril 2000    | NC    | NC    | Killeen, États-Unis   |                                                          |
| Victoire | 1-0    | Hans Nijman        | Soumission (prise de l'écharpe)                    | Pride FC - Pride Grand Prix 2000: Opening Round               | 30 janvier 2000   | 1     | 2:48  | Tokyo, Japon          |                                                          |

## Palmarès au catch
- Inoki Genome Federation
  - 1 fois IGF Championship

- New Japan Pro Wrestling
  - 3 fois IWGP Heavyweight Championship
  - Singles Best Bout (2005) vs. Masahiro Chono le 14 août

- Pro Wrestling NOAH
  - 1 fois GHC Heavyweight Championship
  - 1 fois GHC National Championship

## Récompenses des magazines
- Pro Wrestling Illustrated

| Année | 2001 | 2002 à 2003 | 2004 | 2005 à 2021 | 2022 |
| ----- | ---- | ----------- | ---- | ----------- | ---- |
| Rang  | 34   | Non classé  | 239  | Non classé  | 117  |